# Thrypticotrochus
Thrypticotrochus is een geslacht van koralen uit de familie van de Turbinoliidae.

## Soort
- Thrypticotrochus petterdi (Dennant, 1906)